# Kewa acida
Kewa acida es una especie de planta con flor perteneciente a la familia monotípica Kewaceae.

## Taxonomía
La especie fue descrita inicialmente como Pharnaceum acidum por Joseph Dalton Hooker y publicada en  Hooker's Icones Plantarum 11: 26, en 1868, actualmente, es tanto un sinónimo como el basónimo de esta; y ulteriormente, sería transferida al género Kewa por Maarten Joost Maria Christenhusz en Phytotaxa 181(4): 241, en 2014.

#### Etimología
acida: epíteto latino que significa "ácida".